# Fin de siècle
Pour les articles homonymes, voir Fin de siècle (homonymie).
L'expression « fin de siècle » (parfois écrite « fin-de-siècle ») est communément associée aux mouvements culturels et artistiques français qui émergent à la fin du XIXe siècle comme le symbolisme, le modernisme, le décadentisme ou l'Art nouveau. Par extension, cette expression s'applique aussi à l'influence de ces courants sur l'ensemble de l'Europe. Elle est utilisée directement en français par les anglophones, entre autres.
Cette période a été largement considérée comme une période de dégénérescence, mais aussi comme une période marquée par l'espoir d'un nouveau commencement. L'« esprit » fin de siècle fait souvent référence aux marqueurs culturels qui ont été reconnus comme prégnants au début des années 1880 et 1890, notamment l'ennui, le cynisme, le pessimisme et « la croyance communément partagée que la civilisation menait à la décadence »,.
L'expression « fin de siècle » est appliquée communément à l'art et aux artistes français, car les traits de cette culture y apparurent en premier, mais le mouvement affecta nombre de pays européens,. Le terme devint alors applicable aux sentiments et aux traits associés à la culture, et non plus uniquement à la reconnaissance du mouvement français en lui-même. Les idées et préoccupations développées par les artistes fin de siècle ont donné l'impulsion pour des mouvements comme le symbolisme et le modernisme.
Certains des grands thèmes politiques véhiculés par cet esprit fin de siècle ont été très controversés et souvent cités comme ayant exercé une influence majeure sur le fascisme, et comme à l'origine de la science géopolitique, incluant la théorie du lebensraum.

## Origines et fondements
Concevoir le récit historique et découper le temps en fonction des siècles révèle un aspect arbitraire. Si cette vue de l'esprit n'est pas propre au XIXe siècle, c'est pourtant à cette époque-ci que cette découpe va se justifier en des discours où l'on peut lire l'émergence, inédite, d'une « conscience du siècle », dont font preuve les acteurs sociaux-culturels de ce temps, lesquels ne sont pas uniquement des penseurs français. Ce mode de pensée, qui envisage sa propre métamorphose, sa mutation, son évolution, connotées aussi bien positivement que péjorativement, s'exprime sous la forme de grandes ruptures,.
En 1888, une pièce de théâtre grand-guignol, intitulée Fin de Siècle par Henry de Fleurigny mettant en scène adultère, meurtre et tromperie connaît à Paris un certain succès. L'année suivante, un roman du même nom signé Humbert de Gallier reprend les mêmes thèmes. En 1890, Jules Ricard publie ses Histoires fin de siècle et, en décembre, un journal illustré intitulé Fin de Siècle est lancé, dirigé par un financier, François Mainguy. Pour promouvoir son journal, Mainguy lança le « bal Fin de siècle » à grand renfort de danseuses déshabillées et fut condamné pour outrage à la pudeur. En 1891, l'écrivain Joris-Karl Huysmans réemploie cette expression qui connaît un usage croissant. En 1894 est publié le Dictionnaire d'argot fin-de-siècle de Charles Virmaître et Léo Taxil parle de « corruption fin-de-siècle » dans un essai polémique.
Dans son essai France: Fin de Siècle (1986), l'historien américain Eugen Weber associe cette prolifération sémantique à d'autres expressions commençant par « fin de… » et qui émergent simultanément, comme « fin du monde », « fin de race », fin d'une époque, etc., et la relie au sentiment de finitude, à une forme de mélancolie et aux angoisses engendrées entre autres par le progrès technique parfois en total décalage avec les traditions de cette époque. De son côté, Alain Corbin, tout en appréciant l'éminence de cet historien, souligne les limites d'une telle analyse.